# Acari
Acariens
Pour les articles homonymes, voir Acari (homonymie).
Sous-classe
Classification phylogénétique
Synonymes
- Acarida Hammen, 1972
- Acarina Baraud, 1965
- Acaroides
- Acaromorpha
- Monomerosomata Leach, 1815

Les acariens (Acari ou Acarina) sont un taxon d'arachnides.
Ils sont généralement minuscules. Certains sont microscopiques, ne mesurant que quelques dizaines de micromètres, les plus grands ne dépassant pas 2 cm (sauf les tiques gorgées de sang qui, dans les espèces tropico-équatoriales, peuvent atteindre la taille d'une « grosse » cerise).
Le corps est particulièrement compact pour un arthropode en raison de la fusion du prosome (l'équivalent du céphalothorax d'autres arthropodes) et de l'opisthosome (ou abdomen) en une masse unique et de la quasi-disparition des traces de segmentation.
Il en existe près de 50 000 espèces répertoriées, mais la diversité réelle du groupe est probablement supérieure au million d'espèces. La variété de leurs modes de vie (habitat, niche écologique, mode d'alimentation…) est sans égale chez les Arachnides.
Beaucoup vivent librement dans le sol ou l'eau, mais les acariens ont aussi développé une grande diversité de relations avec d'autres êtres vivants, animaux ou végétaux, allant de la phorésie à l'endoparasitisme. Il existe en particulier un grand nombre d'espèces parasites, éventuellement pathogènes pour les plantes, les animaux ou les êtres humains.
Parmi les plus connus, figurent les tiques, le sarcopte responsable de la gale, le varroa parasite des abeilles, les acariens des poussières (Dermatophagoides pteronyssinus par exemple) susceptibles de provoquer des allergies chez certaines personnes, ou encore les aoûtats.
Des téléfilms documentaires comportant des erreurs de traduction de l'anglais mites (« acariens »), ont introduit en français une confusion entre les véritables mites (moths en anglais) et les acariens.

## Morphologie

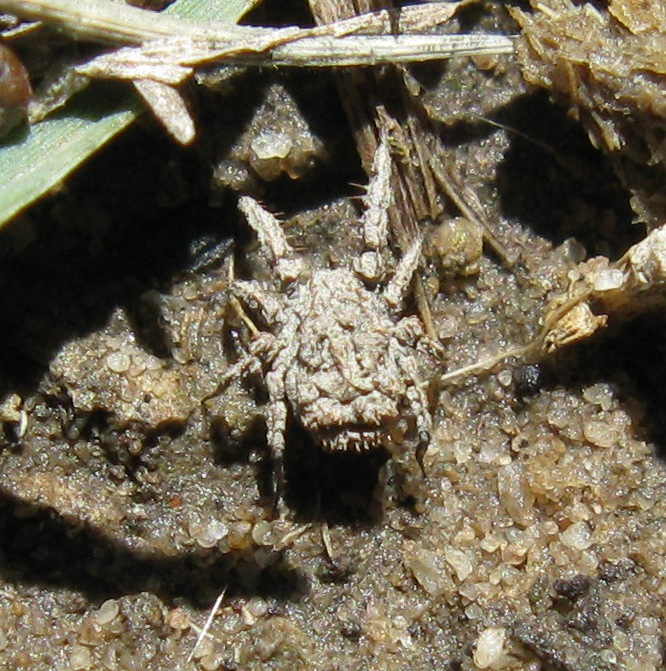
Acarien prédateur de taille macroscopique (de la famille des Caeculidae).

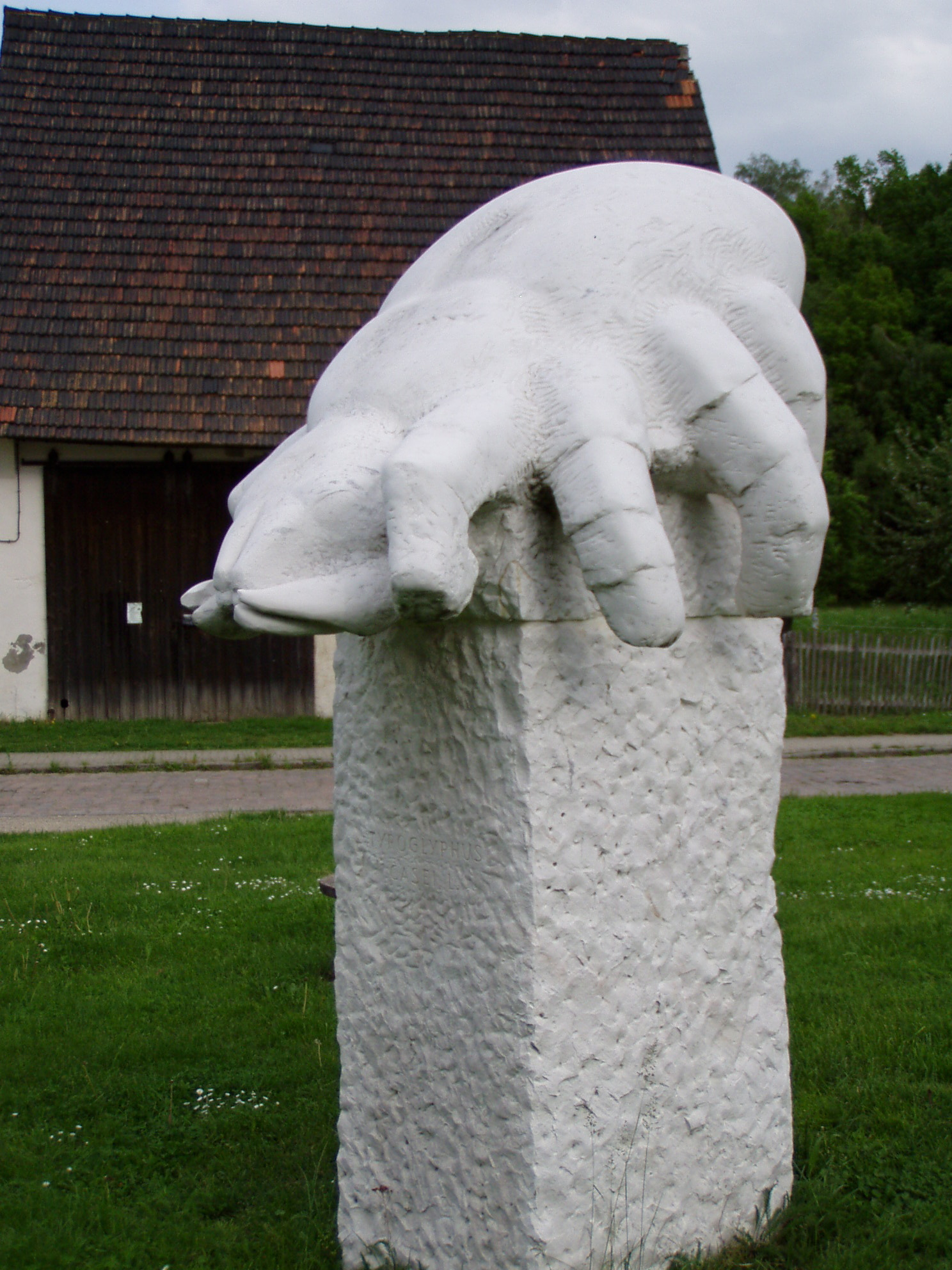
Sculpture d'acarien à Würchwitz, en hommage à la microfaune productrice des croutes de fromage et contribuant à leur affinage, comme le ciron de la mimolette.

Les acariens mesurent entre 0,1 et 0,6 mm : de par leur taille, ils sont à la limite de la microfaune stricto sensu et de ce que l'on appelle communément la mésofaune.
En raison de la fusion des différentes régions du corps, la morphologie des acariens est unique. Les seules traces visibles de la segmentation d'origine sont les appendices, pièces buccales et pattes. Les pièces buccales, chélicères et pédipalpes, sont souvent fortement modifiées en relation avec l'alimentation correspondante. Elles constituent un ensemble qui chez les tiques prend le nom de capitulum (du latin « tête »), séparé du reste du corps par un sillon. Le reste du corps est nommé idiosome chez les tiques.
De chaque côté du corps se trouve un stigmate servant d'orifice respiratoire.

## Reproduction
Les acariens sont essentiellement, sinon exclusivement ovipares. Comme chez les insectes, aux œufs succèdent une larve, puis nymphe et enfin l'adulte. Certains auteurs nuancent chez les acariens la notion de « stade » et celle de « stase », différenciant, au sein de la stase nymphale différents stades, chacun d'eux séparés par une mue, mais de très faible amplitude, bien différente de celle qui transforme la larve en nymphe, et celle-ci en l'adulte. À cause de leur courte durée de vie (2 à 3 mois), les femelles se reproduisent très vite. Ainsi, une femelle peut pondre, à raison de 300 œufs par mois, jusqu'à 900 œufs dans sa vie.

## Croissance
Leurs conditions optimales de croissance sont un environnement humide (taux d'humidité de 60 à 80 %) et une température plutôt élevée et stable (26-32 °C), ce qui détermine le maximum d'activité des acariens de mai à septembre dans la nature, en automne et en hiver dans les habitats (temps pluvieux, habitations chauffées)

## Modes de vie
Selon les espèces, l'habitat et le comportement sont extrêmement variés.

### Alimentation
Les régimes alimentaires des acariens sont très variés selon les espèces ou les groupes : phytophages, prédateurs, hématophages et lymphophages, etc. La nourriture peut être pré-digérée avant l'ingestion, par inoculation de salive.
Certains acariens consomment des aliments solides (animaux et végétaux) en les déchiquetant grâce à leurs chélicères en forme de pince. Les substances solides sont ensuite digérées à l'extérieur du corps grâce à des enzymes sécrétées par les glandes salivaires. D'autres acariens sont des suceurs de sang ou de sève. L'épithélium de l'intestin moyen capte les aliments par phagocytose.

### Espèces libres
Elles peuvent être marines, dulçaquicoles, terrestres. Elles peuvent être carnivores, végétariennes ou détritivores. Certaines provoquent des galles sur les végétaux. D'autres vivent sur les denrées alimentaires comme les acariens du fromage Tyrolichus casei pour les fromages à pâte molle et Acarus siro, dit ciron qui produit les croûtes de fromages durs tels que la Mimolette. Les mêmes peuvent également vivre dans les denrées entreposées comme le blé des silos ou la farine. Une dizaine d'espèces sont responsables d'allergies chez l'humain (Dermatophagoides, Acarus siro, Lepidoglyphus destructor).
- Les hydracariens[5],[6] sont communs dans les eaux douces.
- Les halacariens (marins) peuvent se rencontrer jusqu'à 4 000 mètres de profondeur.
- Les oribates sont un groupe d'acariens surtout abondant dans le sol. Ils consomment des débris végétaux qu'ils fragmentent en petits éléments et facilitent ainsi le rôle des bactéries dans la formation de l'humus.
- Les acariens de maison qui se nourrissent essentiellement de squames humaines et animales (« peaux mortes », débris d'ongles, poils, etc.), vivent dans les habitations, les espaces de travail et les transports en commun, avec une prédilection pour la chambre à coucher, au niveau de la literie, notamment dans les matelas et les oreillers, mais aussi les fauteuils, les coussins et les tapis en tissu[2].

### Espèces phorétiques
Sans être des parasites importuns, ils sont transportés par d'autres espèces. Certains sont par exemple des acariens des plumes.

### Espèces mutualistes
Chez les hyménoptères Apocrita (abeilles et guêpes dans leur sens très large), il semble que certains acariens se nourrissent de champignons dans les nids de leurs hôtes (les éloignant ainsi de leurs larves ou de leurs provisions) ou éventuellement d'autres parasites ou acariens dont la présence dans le nid est préjudiciable aux hôtes ou encore de pollen. Dans la plupart des cas, seules les femelles sont concernées car ce sont elles qui construisent et fournissent les nids. Ce mutualisme a mené certaines espèces d'Apocrita à évoluer pour créer une structure anatomique spécialisée qui facilite leur rétention, l'« acarinarium ».

### Espèces parasites
Il en existe un grand nombre, et elles ne sont pas toutes connues.

#### Ectoparasites cutanés
Plusieurs espèces de démodex vivent en association avec des mammifères, soit comme parasites, soit comme symbiotes (ils nettoient les pores d'un excès de sébum). Chez l'être humain, on trouve par exemple Demodex folliculorum, qui vit dans les glandes sébacées, et Demodex brevis, qui vit dans les follicules pileux.

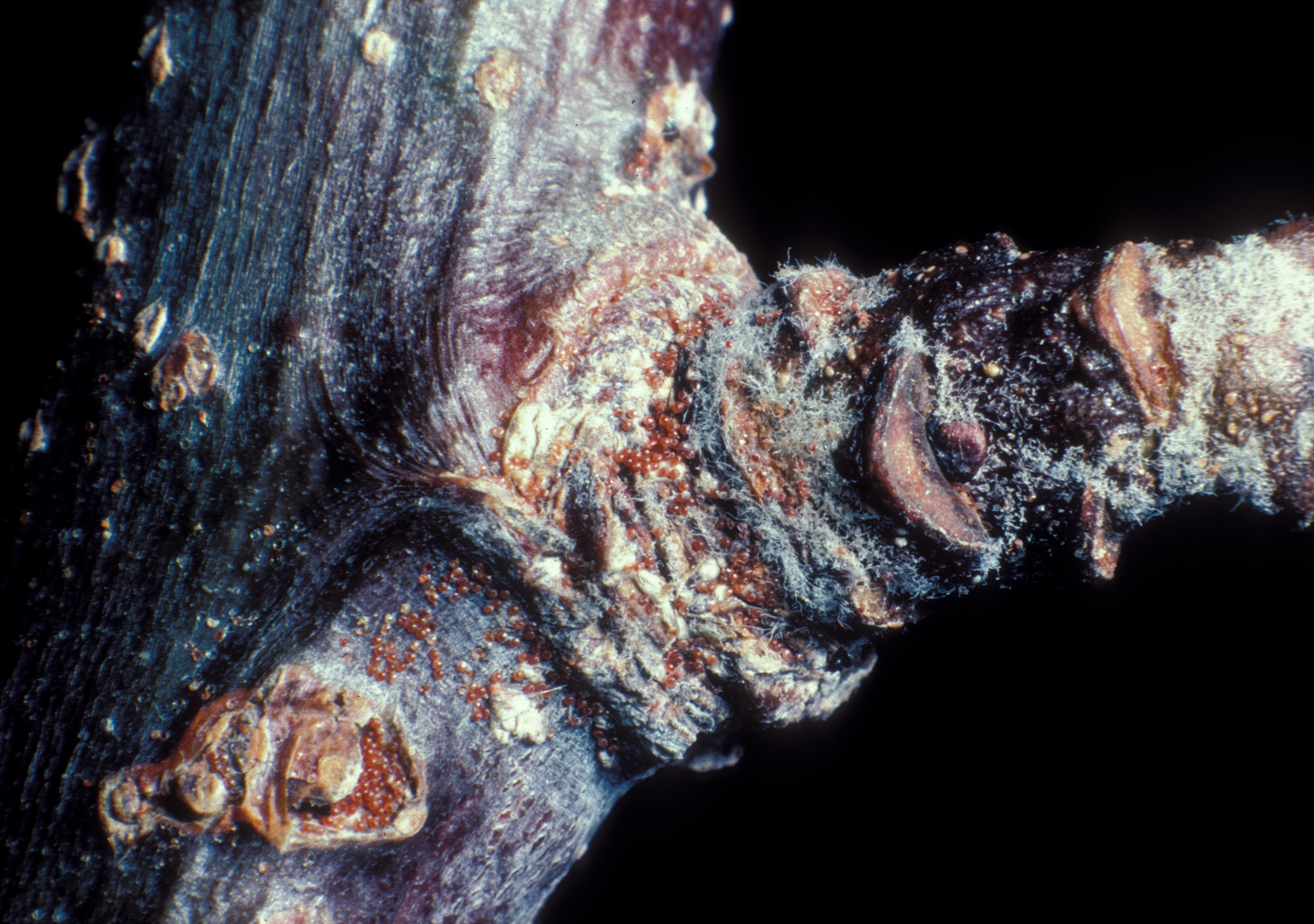
Œufs de Panonychus ulmi pondus sur un rameau de pommier.

Le Tétranyque tisserand (Tetranychus urticae) vit sur les feuilles des plantes où il tisse des toiles de soie ; l'acarien rouge des pomacées (Panonychus ulmi) est pathogène de la vigne et des arbres fruitiers. Colomerus vitis provoque l'érinose de la vigne (déformation des feuilles).
La famille des Podapolipidae (sv) parasite communément les Arthropodes dont les abeilles, qui sont affaiblies par la pullulation des varroas, acariens impliqués dans le syndrome d'effondrement des colonies d'abeilles.

##### Ectoparasites hématophages
Les tiques se fixent sur les mammifères et les oiseaux et sucent leur sang (hématophagie), peuvent être des vecteurs de virus, de protozoaires pathogènes et de bactéries (spirochètes), notamment du genre Borrelia. Par exemple, les tiques du genre Ixodes (comme Ixodes scapularis en Amérique du Nord du côté Est et Ixodes ricinus en Europe), qui peuvent transmettre les agents responsables de la maladie de Lyme, comme Borrelia burgdorferi et celles du genre Onithodoros comme Ornithodoros moubata (en), tique africaine transmettant Borrelia duttoni (agent de fièvre récurrente). En Amérique du Nord du côté Ouest, celles du genre Dermacentor sont vecteur de Rickettsia rickettsii, l'agent de la fièvre pourprée des montagnes Rocheuses.
Les aoûtats (Trombicula autumnalis) parasitent au stade larvaire les animaux à sang chaud (y compris l'humain).

#### Endoparasites
Ils pénètrent dans le derme (endoparasites). Par exemple, les sarcoptes (Sarcoptes scabiei) creusent des galeries dans l'épiderme des mammifères et causent la gale (y compris chez l'humain).

## Taxonomie

### Liste des ordres
Les acarologues considèrent les acariens comme une sous-classe divisée en trois super-ordres,,, tandis que les autres arachnologues leurs conservent le rang d'ordre[réf. nécessaire].

Liste des ordres selon ITIS (15 juillet 2022) :
- super-ordre des Acariformes (ou Actinotrichida)
  - Sarcoptiformes
  - Trombidiformes
- super-ordre des Opilioacariformes
  - Opilioacarida
- super-ordre des Parasitiformes (ou Anactinotrichida)
  - Holothyrida
  - Ixodida
  - Mesostigmata

### Quelques familles
Acaridae, Analgidae, Anystidae, Argasidae, Ascouracaridae, Atopomelidae, Bdellidae, Carpoglyphidae, Cheyletidae, Demodecidae, Dermanyssidae, Dermationidae, Epidermoptidae, Eriophyidae, Glycyphagidae, Halarachnidae, Ixodidae, Knemidokoptidae, Kytoditidae, Laelapidae, Laminosioptidae, Leeuwenhoekiidae, Listrophoridae, Macrochelidae, Macronyssidae, Microdispidae, Penthaleidae, Phytoptidae, Phytoseiidae, Psorergatidae, Psoroptidae, Pyemotidae, Pyroglyphidae, Rhinonyssidae, Rhynchaphytoptidae, Sarcoptidae, Sitercoptidae, Tarsonemidae, Tenuipalpidae, Tetranychidae, Trombiculidae, Trombidiidae.

## Méthode de contrôle des populations
- Lutte chimique

Les acaricides
- Lutte biologique

Les prédateurs naturels

## Galerie

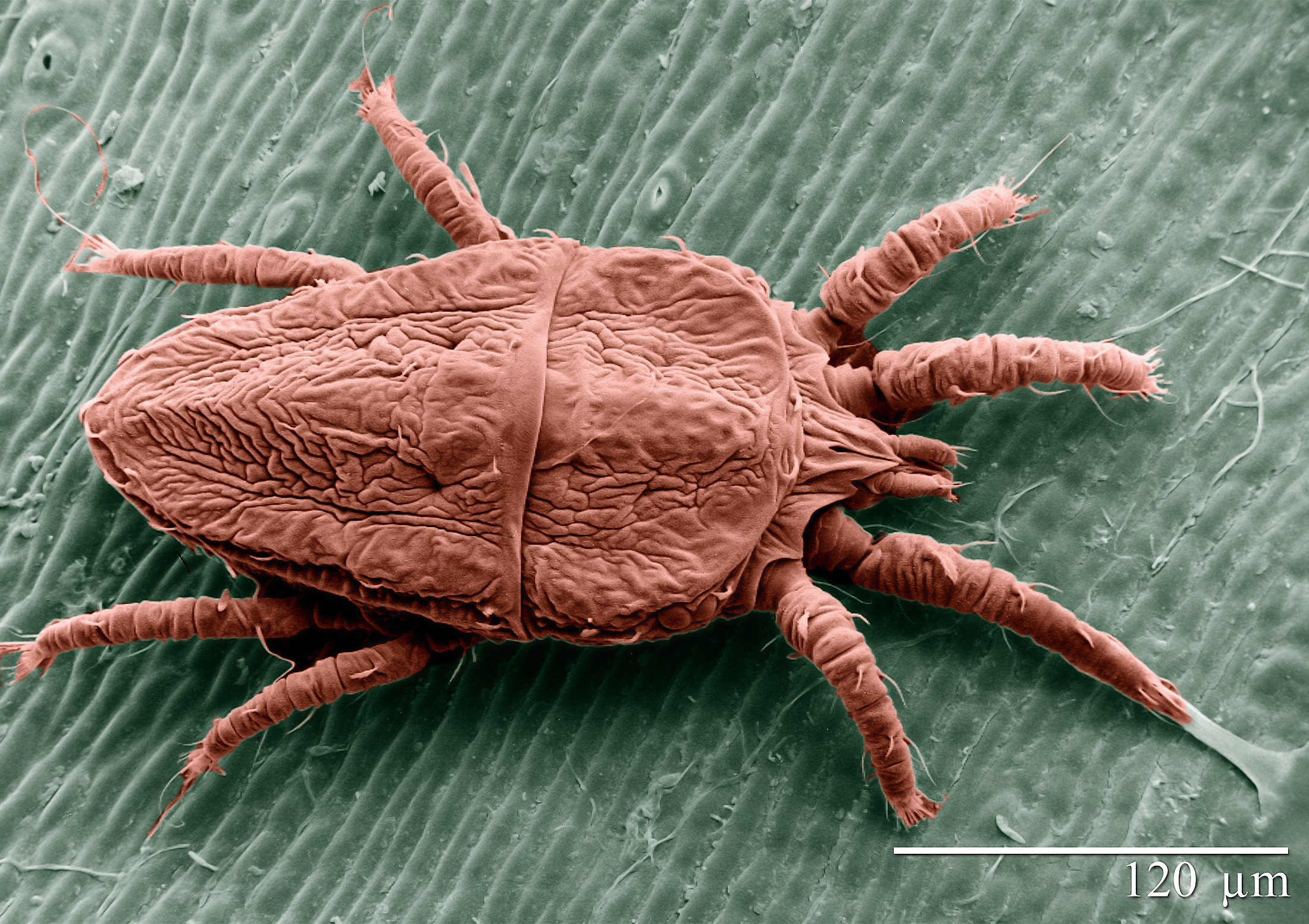
Brevipalpus phoenicis.
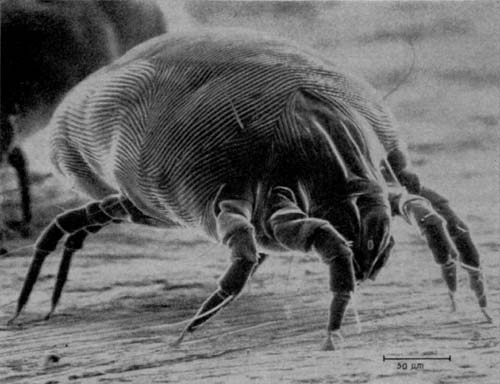
Dermatophagoides pteronyssinus.
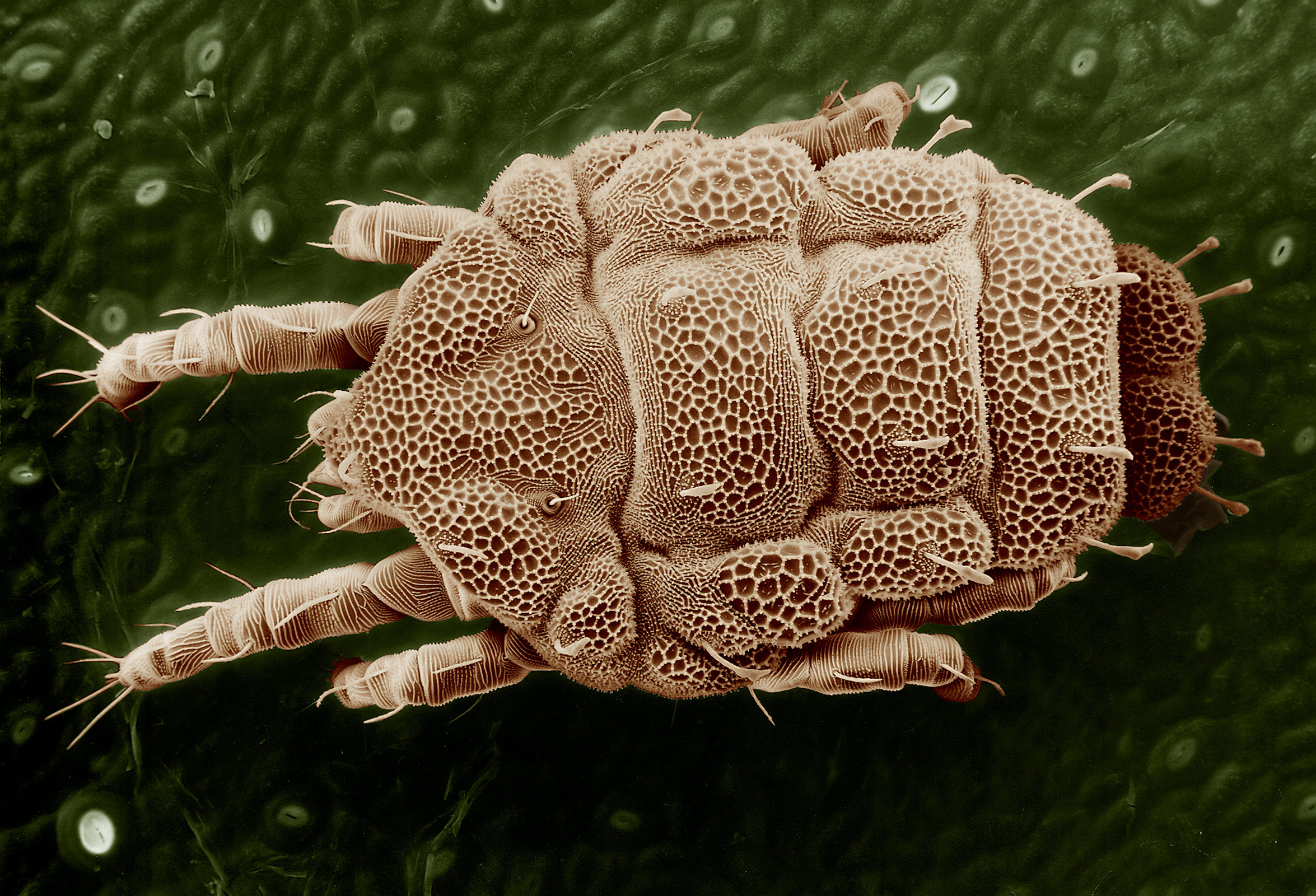
Lorryia formosa.
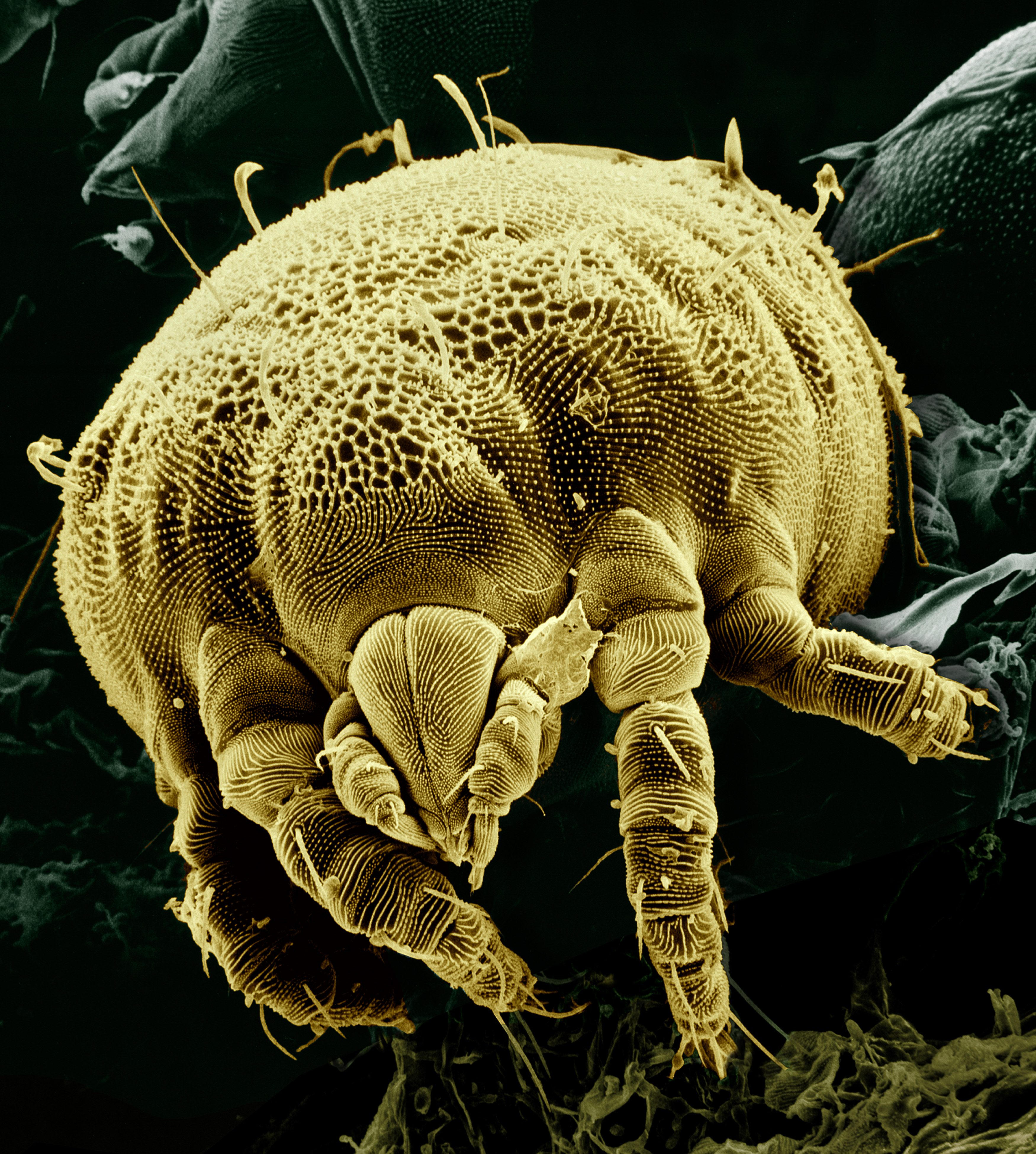
Lorryia formosa.
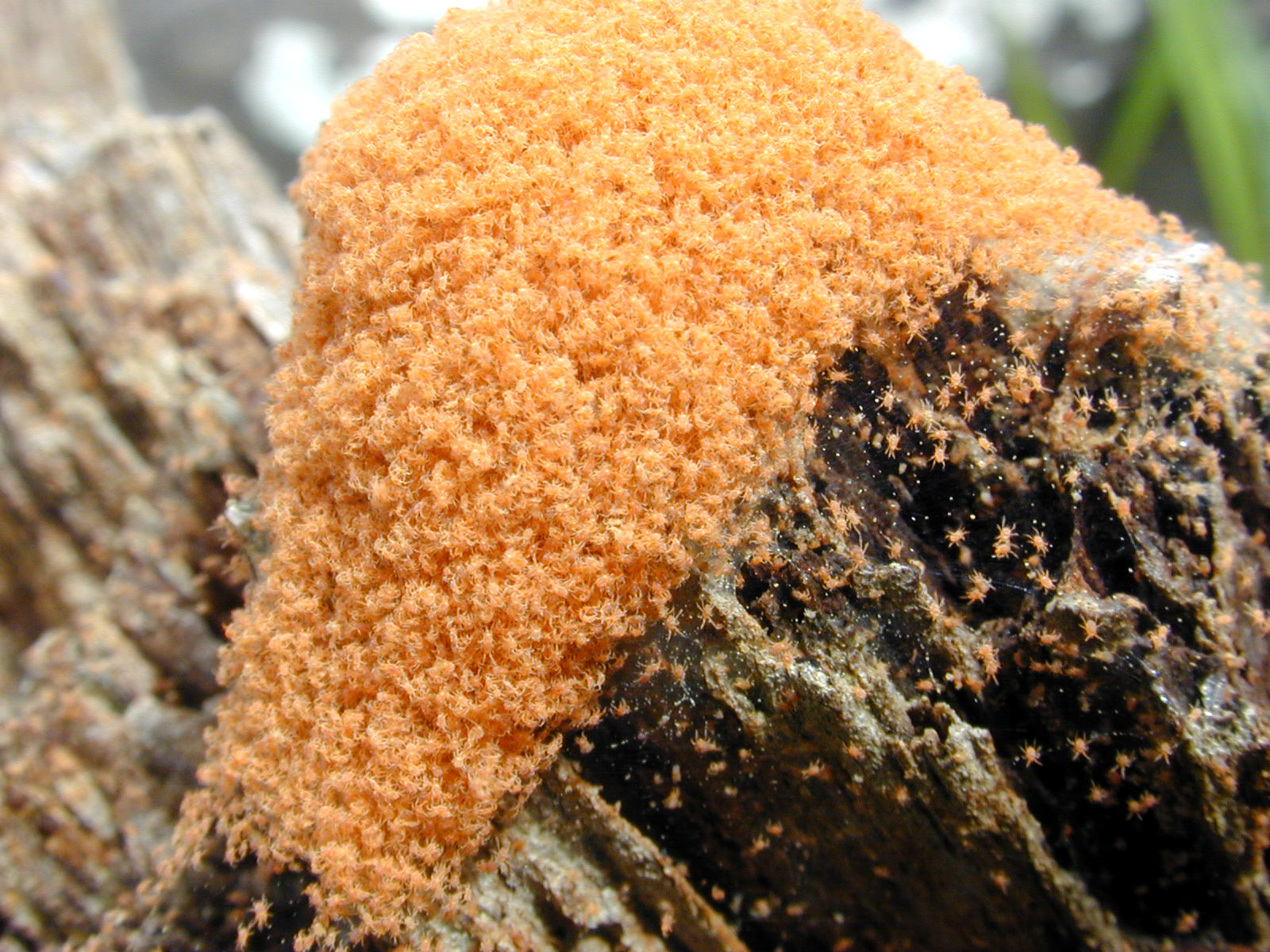
Acariens des plantes, formant une colonie reproductrice.
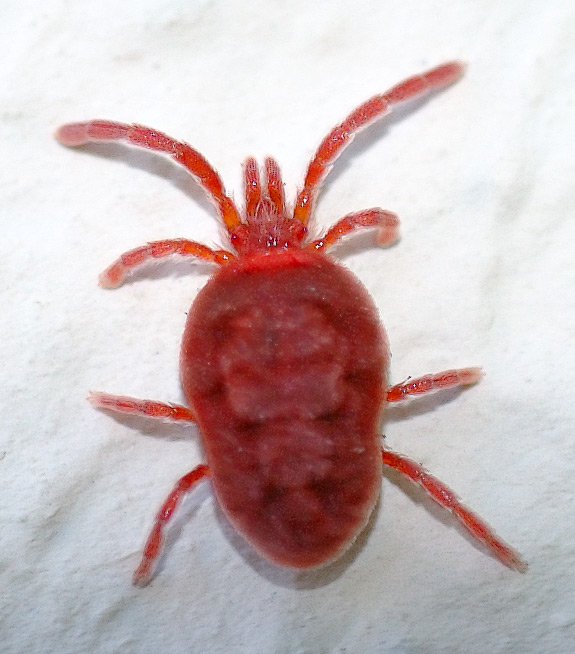
Trombidium holosericeum.
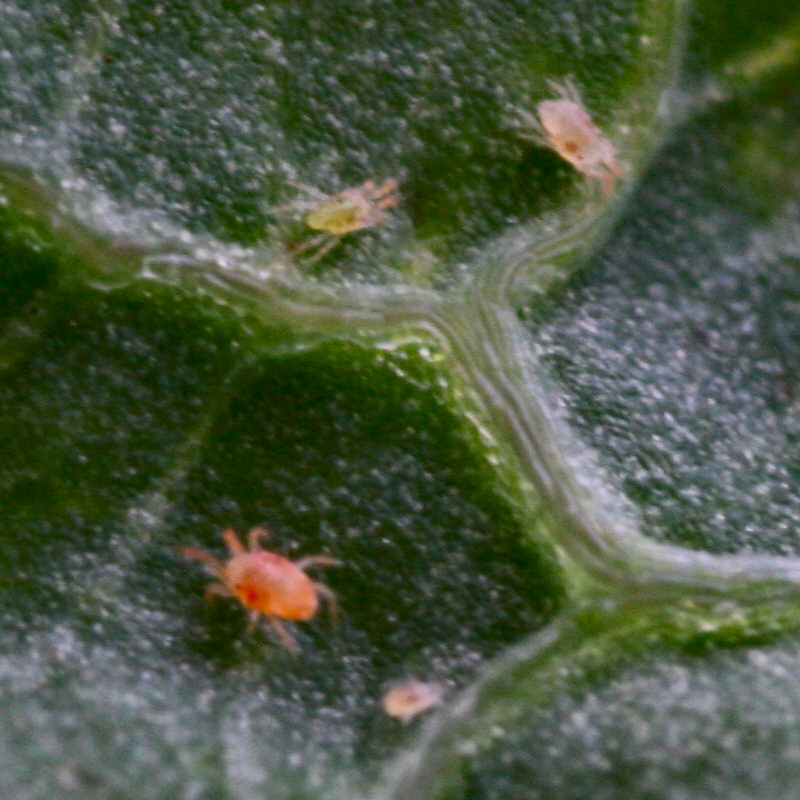
Tetranychidae (araignée rouge).
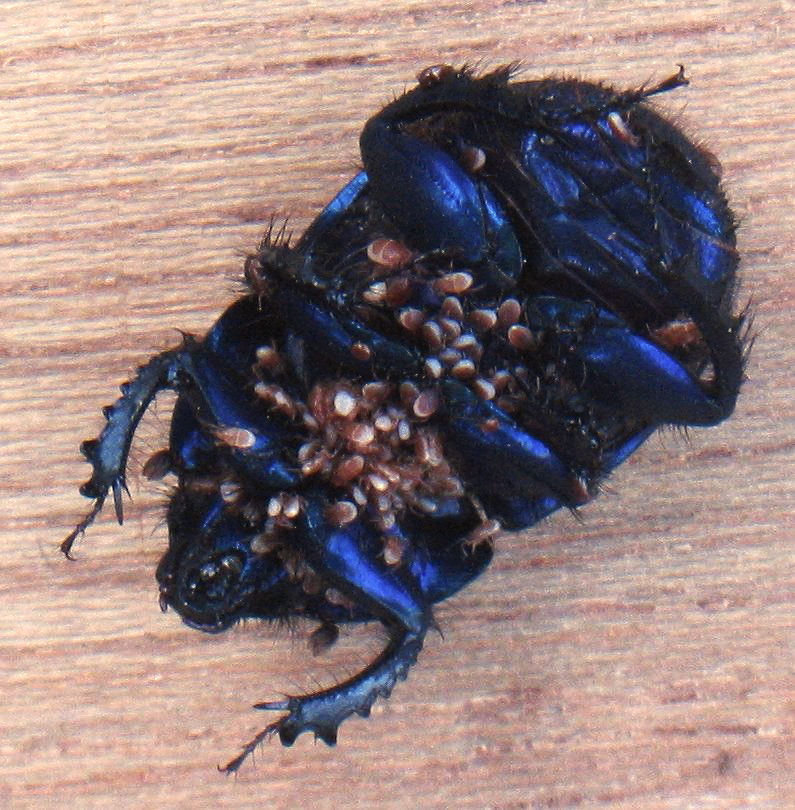
Bousier transportant des acariens phorétiques.
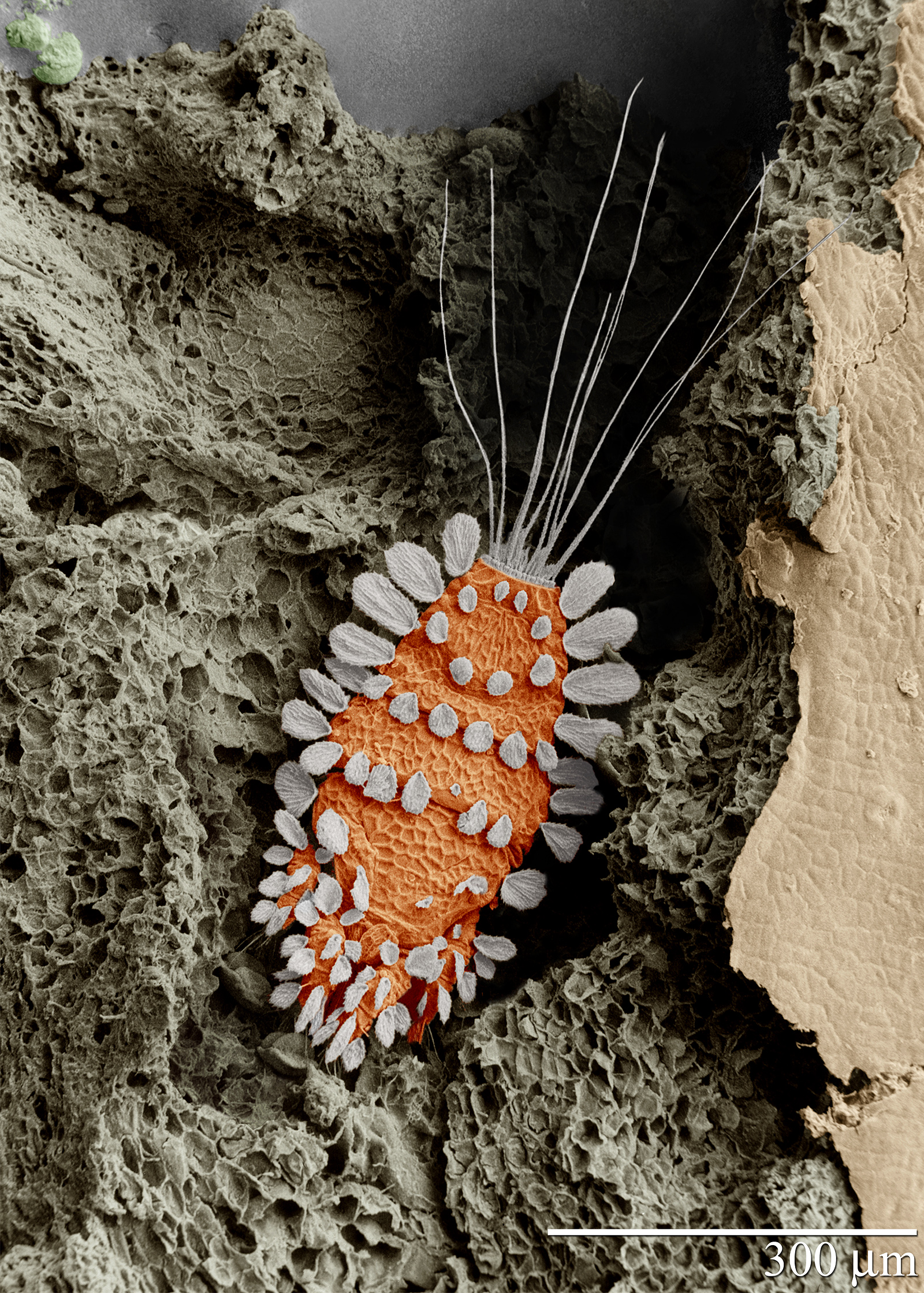
Tuckerella sp.
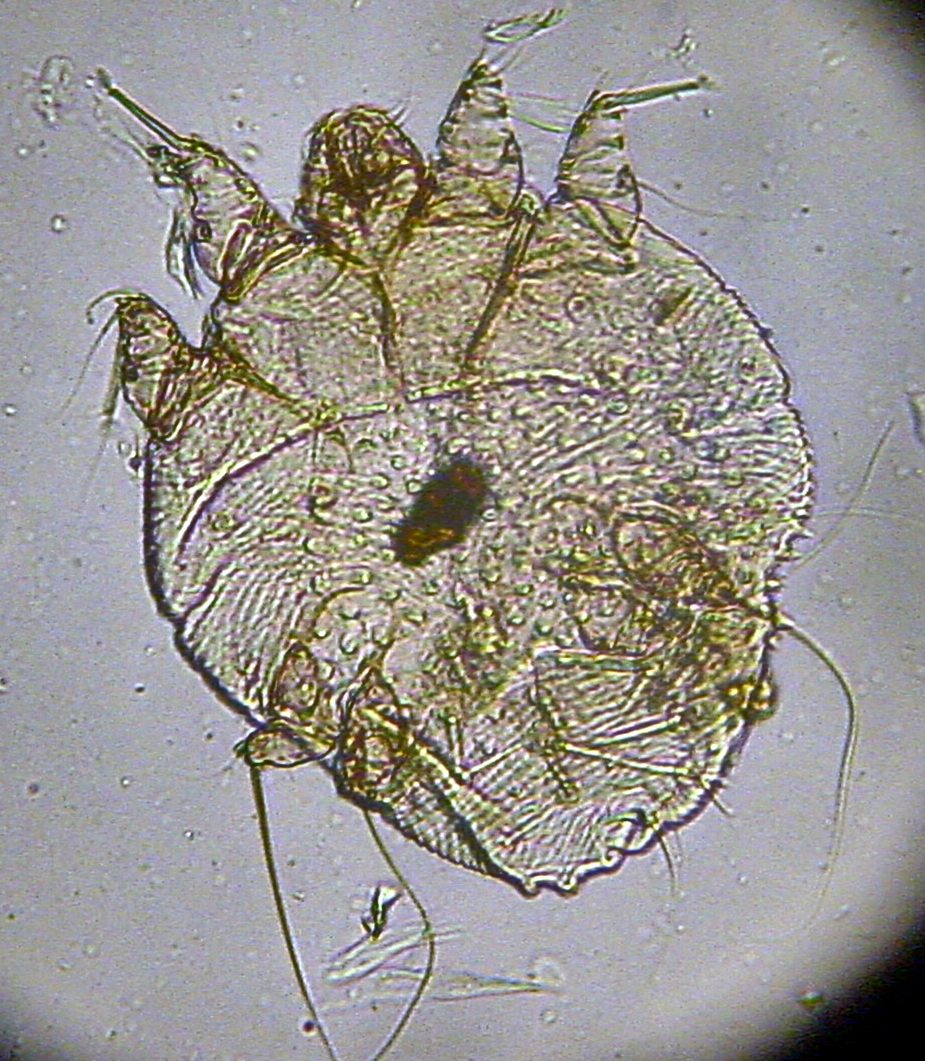
Sarcoptes scabiei.
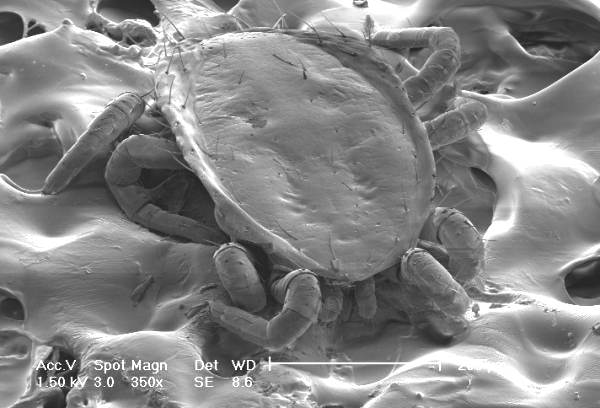
Image SEM d'un acarien.
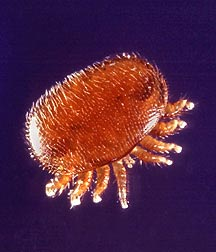
Varroa (Varroa destructor).
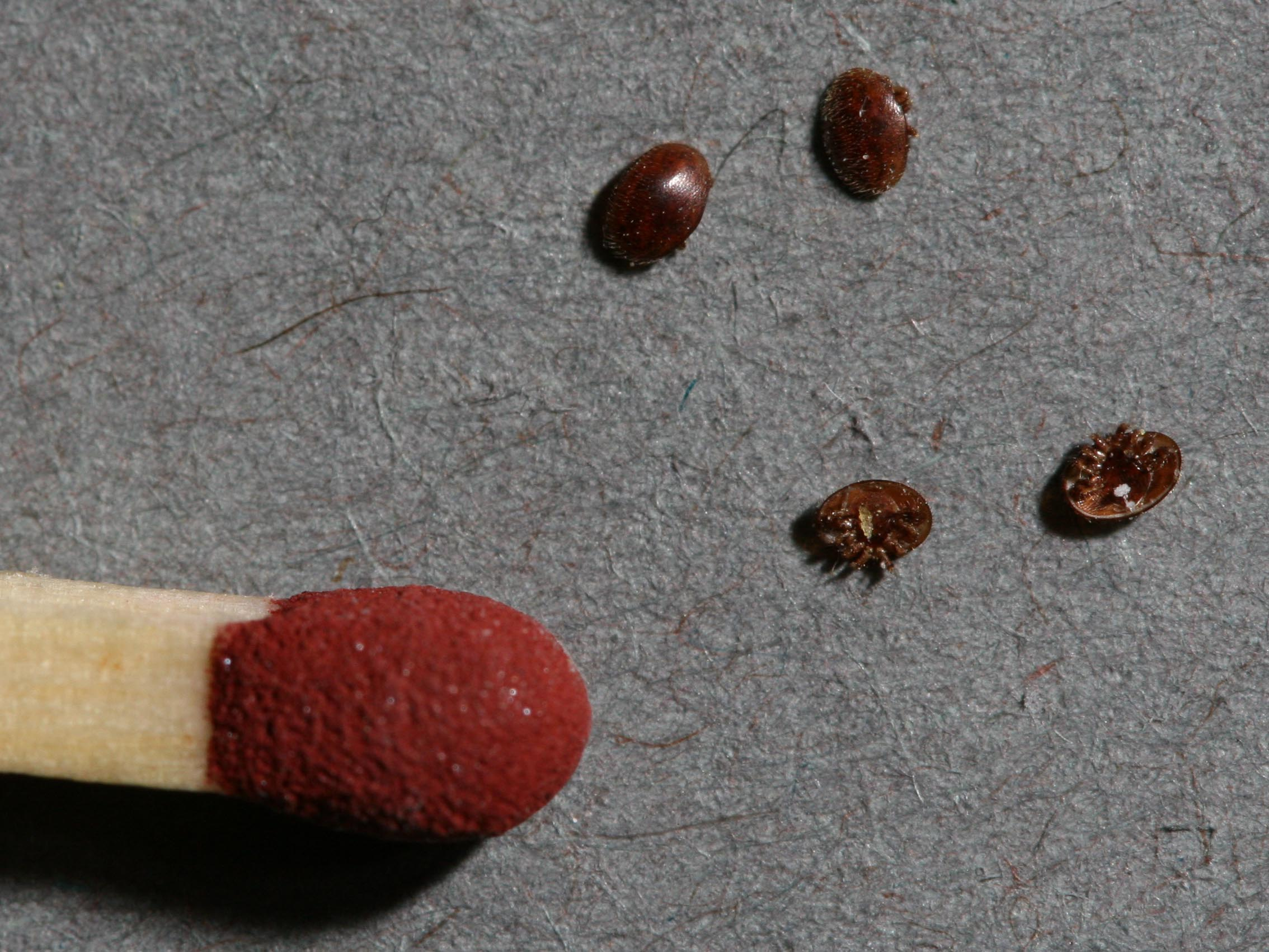
Varroa destructor.
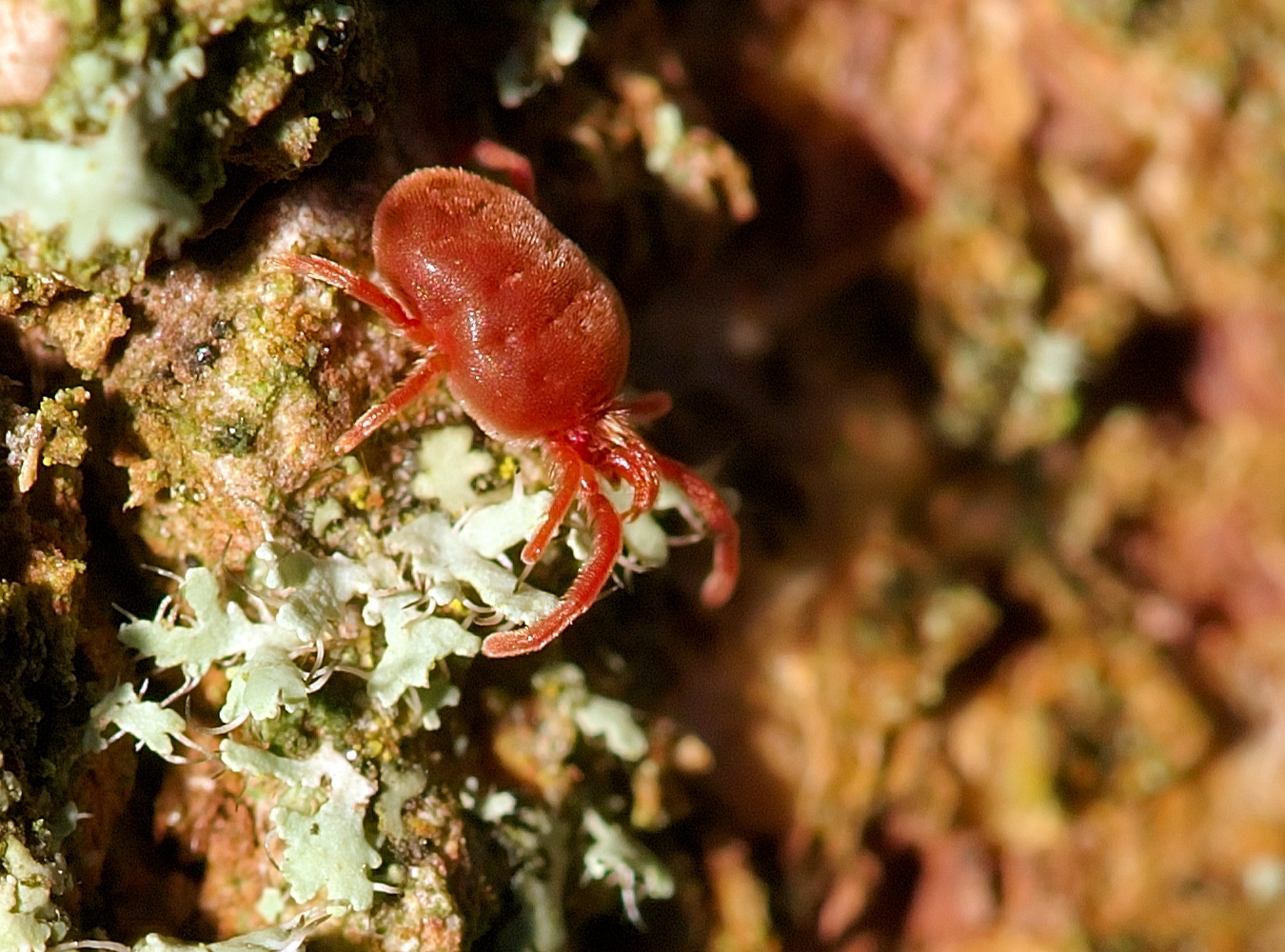
Trombidium holosericeum.